# Rumenonogi galeb
Rumenonogi galeb (znanstveno ime Larus michahellis) je vrsta ptic iz družine galebov, razširjena po večini Evrope in ob obalah Severne Afrike ter Bližnjega vzhoda.
Je zelo podoben sorodnim vrstam, s katerimi se lahko v določeni meri križa, zato je bil do pred nedavnim obravnavan kot podvrsta v kompleksu srebrnega galeba, vendar je razlik dovolj, da podpirajo ločevanje, tako da velja zdaj za samostojno vrsto. Vrstno ime je dobil v počastitev nemškega zoologa Karla Michahellesa.

## Opis
Je velik galeb z masivnejšim telesom od srebrnega galeba (v ožjem pomenu besede), pri čemer pa je telesna velikost variabilna in najmanjše samice komaj presegajo velikost sivega galeba. Osebki zrastejo 52–58 cm v dolžino, s premerom peruti 120–140 cm in težo, ki presega 1 kg.
V poletnem perju ima povsem belo operjenost trupa in glave, živorumene kljun in noge ter rdeč kožnat obroč okoli očesa. Zgornja stran peruti je dokaj temno siva z belo obrobo in črnimi primarnimi letalnimi peresi, ki imajo bele konice. Na spodnjem delu kljuna je rdeča pega, ki podobno kot pri sorodnih vrstah služi kot prepoznavni znak za mladiče. Pozimi postanejo noge in kljun bolj bledorumene barve, zgornji deli peruti temnejši, na glavi pa se pojavijo rjave lise. Nezreli (juvenilni) rumenonogi galebi so sivo-rjavi s temnejšo obrazno masko in črnim pasom na bazi repa. Do četrte jeseni postane operjenost postopoma skoraj enaka kot pri odraslih.
Rumenonogi galebi gnezdijo na različnih krajih, najraje v bližini grmičevja, pa tudi skalnih policah in na strehah zgradb. Samica izleže 2–3 jajca v marcu, oba starša jih nato valita približno en mesec (odvisno od podnebja).

## Ekologija in razširjenost
Živi ob obalah in ob rekah ter jezerih v notranjosti, kjer lovi ribe, vodne nevretenčarje, male sesalce in jajca ter mladiče drugih ptic. Je prilagodljiv in izrazito oportunističen, tako da manjše jate pogosto spremljajo ribiške barke ali se v notranjosti prehranjujejo z mrhovino na smetiščih.
Evropska populacija se v zadnjih letih veča in širi območje razširjenosti, posebej v Zahodni Evropi, ocenjujejo jo na okoli pol milijona gnezditvenih parov. Rumenonogi galebi vse leto ostanejo na istem kraju (se ne selijo ali klatijo na daljše razdalje) in so vsaj pozimi teritorialni.